# Jōji Katō
Jōji Katō (jap. 加藤 条治 Katō Jōji; ur. 6 lutego 1985 w Yamagacie) – japoński łyżwiarz, specjalizujący się w sprincie (dystans 500 m), brązowy medalista olimpijski i czterokrotny medalista mistrzostw świata.

## Kariera
W wieku 17 lat jako pierwszy junior w historii osiągnął wynik poniżej 35 sekund na dystansie 500 metrów.
Był rekordzistą świata na dystansie 500 m (34,30 s). Rekordowy wynik ustanowił 19 listopada 2005 w Salt Lake City. 9 listopada 2007 r. osiągnięcie Japończyka poprawił Jeremy Wotherspoon, który na tym samym torze uzyskał czas 34,03 s.
W 2005 roku, mając 20 lat, zdobył złoty medal na dystansie 500 m podczas mistrzostw świata w Inzell. Pokonał wówczas swego rodaka Hiroyasu Shimizu i Kanadyjczyka Jeremy'ego Wotherspoona. Na rozgrywanych rok później igrzyskach olimpijskich w Turynie zajął dopiero 6. miejsce. Podczas igrzysk w Vancouver w 2010 roku zdobył brązowy medal w biegu na 500 m.
Na mistrzostwach świata w Inzell w 2011 roku i rozgrywanych dwa lata później mistrzostwach świata w Soczi zdobył srebrne medale na swym koronnym dystansie, a z mistrzostw świata w Nagano w 2008 roku wrócił z brązowym medalem.